# Mario Scheuermann
Mario Rudolf Scheuermann (* 11. August 1948 in Neustadt an der Haardt; † 15. Oktober 2015 in Lauenburg/Elbe) war ein deutscher Fachautor auf den Gebieten der Weinkunde und der Kulinarik. Er gilt als Mitbegründer des deutschen Weinjournalismus in den 1980er Jahren und der Weinpublizistik im Web 2.0.

## Leben und Werk
Mario Scheuermann stammte mütterlicherseits aus einer pfälzischen Familie mit einer 300-jährigen Wein- und Gastronomietradition, sein Vater Horst war Journalist. In seiner Heimatstadt besuchte er das Kurfürst-Ruprecht-Gymnasium. Während der Schulzeit arbeitete er für die Schülerzeitung Achtung Schule, zu deren Gründern er gehörte. Achtung Schule war eine der frühesten unabhängigen Schülerzeitungen in Rheinland-Pfalz. Aus der Redaktion ging eine Reihe von Journalisten und Medienschaffenden hervor wie der spätere BILD-Chefredakteur Udo Röbel und die Fernsehjournalistin Judith Kauffmann.
Ab 1964 schrieb Scheuermann neben der Schule für die Lokalseite Neustadt und für die Heimatseite der Ludwigshafener Tageszeitung Die Rheinpfalz. Eine Ausbildung zum Redakteur erhielt er von 1969 bis 1970 bei der Deutschen Presseagentur (dpa) in Hamburg und Düsseldorf. Er war in den 1970er Jahren als Reporter für die Hamburger Morgenpost und in den 1990er Jahren als Restaurantkritiker für Die Welt und Welt am Sonntag tätig. Von 1979 bis 1983 war Scheuermann Redakteur und 1984 Chefredakteur der Zeitschrift Ullsteins Gourmet Journal/VIF.
Scheuermann hat zahlreiche Fachbücher und Essays über Wein und Kulinarik veröffentlicht. Er publizierte und moderierte über „Essen, Trinken, gut Leben“ (u. a. Welt/Welt am Sonntag, Capital, DIE ZEIT, Lettre International, taz, Budapester Zeitung, Alles über Wein, Vinum, Falstaff, Effilee, Sehnsucht Deutschland und Slowfood Magazin).
Er gründete 2002 mit „best-of-wine.com“ ein Informationsportal für Wein und mit „talk about wine“ ein Online-Weinforum. Beide Adressen wurden Ende 2013 von ihm abgeschaltet. Seine Online- und Social-media-Aktivitäten fasste der Autor unter der Marke „Weinreporter.net“ zusammen. Seit 2014 gehörte er zum festen Autorenstamm des Weinbriefs „WeinWisser“, von 2005 bis 2015 war er ehrenamtlicher Wikipedia-Autor.
Mario Scheuermann lebte und arbeitete in Lauenburg/Elbe bei Hamburg und in Ódorfa (Westungarn). Er starb am 15. Oktober 2015 an einem Herzinfarkt.

## Publikationen

### Bücher
- Deutsche Spitzenweingüter – Klassifikation von 1985. Kabel-Verlag, 1986.
- Essen wie Gott in Deutschland I. Zabert Sandmann, 1987.
- Essen wie Gott in Deutschland II. Zabert Sandmann, 1988.
- bon appetit. Mein Meisterwerk, Paul Bocuse. Zabert Sandmann, 1988 (Co-Autor).
- Italienische Küche in Deutschland – Ein kulinarischer Restaurantführer. Verlag Peter Wiehl, 1988 (Co-Autor).
- Hamburg – Die 100 besten Restaurants. Ellert & Richter Verlag, 1989.
- Deutsche Spitzenweingüter – Klassifikation von 1990/91. Econ, 1989.
- Spitzenweingüter Österreichs – Klassifikation von 1991. Econ, 1991.
- Die Großen Weine des Jahrhunderts. Falken-Verlag, 1999, ISBN 3-8068-7475-1.
- CAPITAL Weincompass. Falken-Verlag, 2001.
- Wein und Zeit. HamppVerlag, 2007, ISBN 3-936682-21-6.
- Wortklaubereien – Von »Serviertöchtern« und »Restaurant–Bären«, illustriert von Michaela von Aichberger. Eisenhut Verlag, 2010.

### Essays
- Weinselige Zeitreise – Drei Jahrhunderte auf dem Planeten Yquem, in: Die Zeit, Nr. 43, Hamburg, 15. Oktober 1998.
- Was werden wir trinken? – Spekulationen über die Weine der Zukunft, in: Die Zeit, Nr. 39, Hamburg, 23. September 1999.
- Zeit und Geduld – Ein Plädoyer für das Aristokratische im Wein, in: Lettre International (deutsche Ausgabe) Nr. I/2004, Berlin.
- Masken und Maßstäbe – Von der Art Weine zu beschreiben, in: divino, München, Herbst 2005.
- Wein in einer sich wandelnden Welt, Margreider Weinschrift, Margreid, 2006.
- Wein-Traumpfade. Béla Hamvas und seine Philosophie des Weins, Falstaff, 02/2007.
- Terroir – der unendliche Schein des Begrenzten, Slowfood Magazin, 02/03/04/2008.
- Reiner Wein – Chemie, Technik und ein bisschen Natur, DIE ZEIT Genussedition Wein Deutschland, 2008.

## Auszeichnungen
- 2000: Goldmedaille der Gastronomischen Akademie Deutschlands (GAD) für das Buch Die großen Weine des Jahrhunderts
- 2005: Sonderpreis der Jury beim „Prix du Champagne Lanson“ für die „Weinmeditationen“ in Alles über Wein
- 2006: Trophy „Herkunft Deutschland“ des VDP (Verband Deutscher Prädikatsweingüter)[6]